# ملف عكاري-لبن
ملف عكاري-لبن هو عبارة عن وثيقة من 43 صفحة كتبها مجموعة من رجال الدين المسلمين الدنماركيين من منظمات متعددة، ونُشرت لتقديم قضيتهم وطلب الدعم لمناهضة الرسوم الكاريكاتورية المُسيئة للنبي محمد في صحيفة يولاندس بوستن.
وهي من إنتاج اللجنة الأوروبية لنصرة النبي التي تتخذ من الدنمارك مقراً لها، وعلى رأسها الداعية الإسلامي أحمد أبو لبن مؤسس الجمعية الإسلامية في الدنمارك، وأحمد عكاري المتحدث باسم المجموعة.

## الوفود
أرسلت اللجنة الأوروبية لنصرة النبي محمد عدة وفود إلى الدول الإسلامية لدعم قضيتها، فق وصل أول وفد من خمسة أعضاء برئاسة محمد الخالد إلى مصر في 3 ديسمبر 2005 وعاد في 11 ديسمبر 2005، من بين الأشخاص الذين قابلهم الوفد خلال زيارته لمصر: الأمين العام لجامعة الدول العربية عمرو موسى، ومفتي مصر أنذاك علي جمعة، وشيخ الأزهر محمد سيد طنطاوي، ومحمد شعبان مستشار وزير الخارجية.
ثم سافر الوفد الثاني الذي ضم أربعة مسلمين دانمركيين برئاسة الشيخ رائد خليل إلى لبنان في 17 ديسمبر 2005 وعاد إلى الدنمارك في 31 ديسمبر 2005، والتقى بالمفتي محمد رشيد قباني، والمرجع الشيعي محمد حسين فضل الله، وزعيم الكنيسة المارونية نصر الله صفير. كما سافرت وفود أصغر إلى تركيا والسودان والمغرب والجزائر وقطر، كما اجتمع أحمد أبو لبن مع الشيخ يوسف القرضاوي.
وفي قمة منظمة المؤتمر الإسلامي في 6 ديسمبر 2005 تم تسليم الملف من قبل وزير الخارجية المصري أحمد أبو الغيط على الهامش أولاً، ولكن في نهاية المطاف صدر عنه بيان رسمي.